# Użycie niekomercyjne

Symbol warunku

Użycie niekomercyjne (ang. Noncommercial, skrót CC-NC) – warunek licencji Creative Commons, który nie zezwala na wykorzystywanie utworów głównie do celów komercyjnych. Można go znaleźć w trzech z sześciu licencji CC: BY-NC, BY-NC-SA i BY-NC-ND.

## Definicja
Ta definicja jest celowo elastyczna, ponieważ każda działalność w jakiś sposób łączy się z działalnością komercyjną. Zawężenie definicji użycia niekomercyjnego jest niemożliwe i według Creative Commons nierozsądne. Creative Commons wraz z The Andrew W. Mellon Foundation wykonało badanie mające na celu pomóc ustalić jak twórcy i użytkownicy rozumieją użycie niekomercyjne. Ukazało ono m.in. że:
- ponad trzech na czterech twórców i użytkowników uważa, że działalność związana z reklamą jest „zdecydowanie” komercyjna;
- ponad sześciu na dziesięciu twórców i użytkowników uważa, że nawet jeśli zysk z reklamy pokrywa tylko koszty hostingu i serwera, jest to „zdecydowanie” użycie komercyjne;
- zdania twórców i użytkowników różnią się jednak w kwestiach związanych z odzyskiwaniem kosztów działalności, użyciem przez instytucje publiczne, organizacje non profit lub osoby prywatne. Użytkownicy są bardziej skłonni do kwalifikacji tego działania jako „zdecydowanie” komercyjne, a twórcy jako „zdecydowanie” niekomercyjne.

## Kluczowe zasady[6]
Użycie niekomercyjne ogranicza tylko użytkownika licencji i nie ogranicza licencjodawcy. Tak samo jak w innych licencjach Creative Commons, licencja ogranicza tylko użytkowników. Twórcy mogą zarabiać na swoich utworach.
Użycie niekomercyjne nie zależy od tożsamości użytkownika, tylko od sposobu użycia. Definicja użycia niekomercyjnego opiera się na tym, że utwór nie może być użyty w celach komercyjnych. Użytkownik niezależnie od tego, czy pracuje w organizacji rządowej czy organizacji non-profit, jeśli nie zamierza używać go w celach komercyjnych, ma do tego pełne prawo.
Użytkownicy utworu, który zawiera utwór udostępniony na tej licencji, nie mogą udostępnić go na innej licencji.
Termin „niekomercyjny” nie ogranicza wykorzystania dozwolonego w inny sposób przez ograniczenia i wyjątki od praw autorskich. Ponieważ umieszczenie linku do utworu nie wymaga zgody na podstawie praw autorskich, uniwersytet działający dla zysku może nadal zawierać link do licencjonowanego oprogramowania CC-NC w sylabusie lub na swojej stronie internetowej. W takich przypadkach licencja CC nigdy nie wchodzi w grę, a ograniczenie CC-NC (i inne ograniczenia lub warunki zawarte w licencji) mogą zostać pominięte.
Objaśnia do użycia niekomercyjnego nie modyfikują licencji Creative Commons. Niektórzy licencjodawcy lub dostawcy witryn internetowych sami interpretują i objaśniają co oznacza skrót CC-NC. Wyjaśnienia te nigdy nie stanowią części licencji CC, nawet jeśli są zawarte w warunkach usługi lub innym zasobie zaprojektowanym do kontraktowego wiązania użytkowników.
Licencje CC-NC nie są wyłączne. Oznacza to, że licencjodawca CC-NC może oferować utwory na innych warunkach, w tym na warunkach komercyjnych. Czasami zdarza się, że licencjodawca udostępnia utwór do użycia niekomercyjnego, jednak za pewną opłatę udziela prawa do wykorzystania komercyjnego.
W przypadku danego utworu dozwolone zastosowania niekomercyjne mogą być ograniczone z powodu praw innych niż prawa autorskie.